# 何塞·潘普洛纳
何塞·潘普洛纳·莱宽达（西班牙語：José Pamplona Lecuanda，1911年2月6日—？），生于萨卡特卡斯，墨西哥前男子篮球运动员。他曾代表墨西哥获得1936年夏季奥运会篮球比赛男子铜牌。